# 五塚原古墳
34°56′59.71″N 135°41′42.78″E / 34.9499194°N 135.6952167°E
五塚原古墳是在日本京都府向日市寺戶町的一個古墳。形狀是前方後圓墳，是日本國史跡（包括在乙訓古墳群中）。估計在古墳時代的初期，大約3世紀中葉至後半建成。是向日丘陵古墳群的其中一個，也該古蹟群中最古老的。
該古墳位於京都盆地的西南方，向日丘陵南部山脊上。除了此墳外，向日丘陵還分佈着數個大型古墳，故合稱向日丘陵古墳群。該墳前方成撥形，後方成圓形，是古墳時代初期才有的特徵。前方部份朝向南方。墳丘後圓部份分作三段築成；而前方則分作兩段築成。在向日丘陵古坟群的古坟中，这座古坟是最古老的。
多家機構曾對此墳作過調查，包括京都府教學委員會、帝塚山大學、京都大學考古研究室。而於2013、2014、2015、2016、2017、2018年向日市埋藏文化財中心都有對此墳作發掘調查。